# Alexicles aspersa
Alexicles aspersa är en fjärilsart som beskrevs av Augustus Radcliffe Grote 1883. Alexicles aspersa ingår i släktet Alexicles och familjen björnspinnare. Inga underarter finns listade i Catalogue of Life.